# Pararrhynchium unifasciatum
Pararrhynchium unifasciatum är en stekelart som beskrevs av Gusenleitner 1998. Pararrhynchium unifasciatum ingår i släktet Pararrhynchium och familjen Eumenidae. Inga underarter finns listade i Catalogue of Life.